# 다니엘 가브리엘 파렌하이트

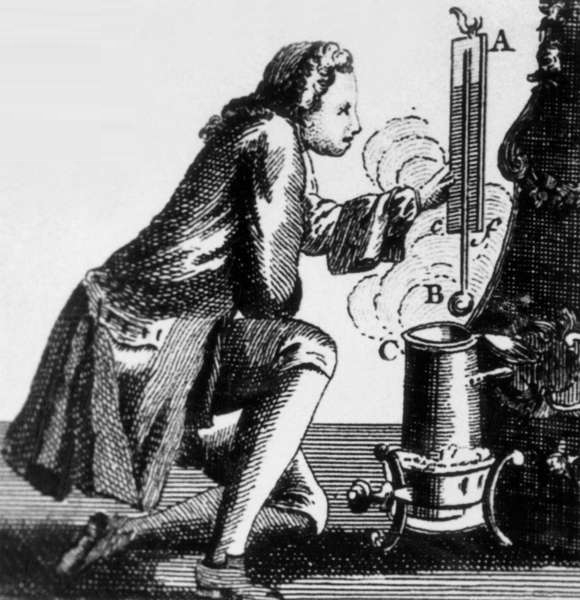

다니엘 가브리엘 파렌하이트(독일어: Daniel Gabriel Fahrenheit, 1686년 5월 24일 ~ 1736년 9월 16일)는 프로이센의 물리학자이다.
단치히에서 출생하여, 오랫동안 영국에서 살았다. 1724년 왕립 협회 회원이 되었고, 1714년 알코올 온도계 대신 수은 한란계를 발명하였다. 그뿐만 아니라 온도계의 화씨 눈금을 생각해 냈다. 액체가 끓는 온도는 기압에 따라 변하며, 또 물이 액체인 그대로 빙점 이하의 온도로 되는 것을 발견하였다.

## 같이 보기
- 안데르스 셀시우스

## 참고 자료
- 이 문서에는 다음커뮤니케이션(현 카카오)에서 GFDL 또는 CC-SA 라이선스로 배포한 글로벌 세계대백과사전의 내용을 기초로 작성된 글이 포함되어 있습니다.